# Suppositorium

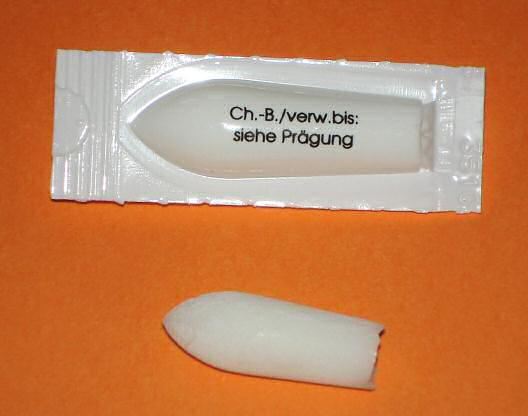
Rektalzäpfchen mit und ohne Verpackung

Als Suppositorium oder Zäpfchen (von Zapfen, pharmazeutisch „Walger, Rolle“) wird eine Darreichungsform bezeichnet, die zum Einführen in Körperhöhlen wie den Mastdarm (Rektalzäpfchen, Analzäpfchen) oder die Vagina (Vaginalzäpfchen, Vaginalovula oder Scheidenzäpfchen) bestimmt ist.

## Gründe für die Verwendung

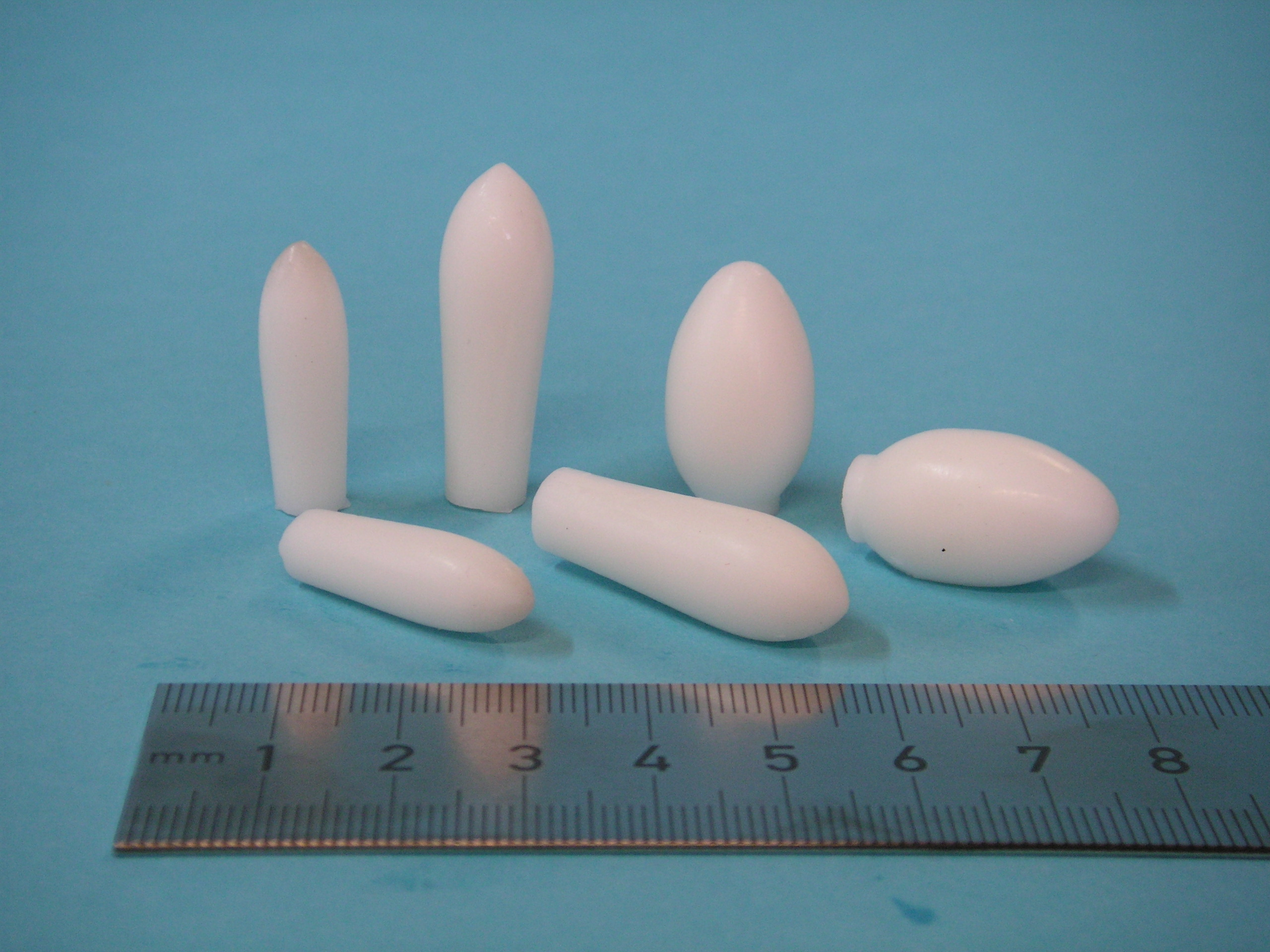
Größenvergleich von Suppositorien. Kinder- und Erwachsenengröße, Vaginalovula (v. l. n. r.)

Im Gegensatz zu oralen Arzneiformen wie Tabletten können Suppositorien auch angewendet werden, wenn eine Aufnahme über den Mund und Magen-Darm-Trakt nicht möglich ist. Dies kann Patienten mit Schluckbeschwerden, bewusstlose Patienten oder unwillige Personen wie Kleinkinder betreffen. Daneben wird bei rektaler Anwendung auch teilweise der First-Pass-Effekt umgangen. Anders als nach Aufnahme im Magen und Dünndarm, bei dem der Wirkstoff über das Pfortadersystem in die Leber gelangt, wo er unter Umständen abgebaut wird, bevor er wirken kann, führt der Enddarm sein venöses Blut nur zum Teil durch die Leber ab. Grund dafür ist, dass sowohl die Venae rectales inferiores als auch Vv. rectales mediae über die Vv. iliacae einen Zugang zur Vena cava inferior haben. Die Vv. rectales superiores münden jedoch über die V. mesenterica inf. in die V. portae hepatis. Weiter kann auch bei der Anwendung im Rektum eine länger anhaltende Depotwirkung erzielt werden. Außerdem werden Zäpfchen auch bei Hämorrhoidalleiden verwendet, wenn eine lokale Wirkung des Zäpfchens im Mastdarm erwünscht ist.

## Anwendungsgebiete
Typische Anwendungsgebiete rektaler Suppositorien sind beispielsweise Brecherkrankungen wie die akute Gastroenteritis, da die Resorption über die Schleimhaut des Darmes schnell erfolgt, sodass auch bei bestehendem Durchfall oft noch eine ausreichende Menge an Wirkstoff in die Blutbahn gelangen kann. Bei Migräne und der dort meist bestehenden Beeinträchtigung der Magenentleerung ist die Gabe eines analgetischen Zäpfchens sinnvoll. Bei Kindern dienen Zäpfchen meist ebenfalls der Schmerzbehandlung und dem Senken hohen Fiebers durch z. B. Verabreichung von Paracetamol sowie der Behandlung von Brecherkrankungen. Auch ein Laxans kann in Form eines Zäpfchens verabreicht werden, um den Enddarm zu entleeren.
Vaginale Suppositorien werden zur Behandlung gynäkologischer Erkrankungen wie einer Soorkolpitis, aber auch zur Linderung von Miktionsbeschwerden wie der Stressinkontinenz eingesetzt, die durch einen Mangel an Östrogenen und eine damit bedingte Atrophie der Scheidenhaut sowie darunter liegender bindegewebiger Strukturen entstehen können. Des Weiteren können spermizide Zäpfchen zur Empfängnisverhütung eingesetzt werden.
Das System zum Einführen in die Harnröhre zwecks Behandlung der erektilen Dysfunktion (MUSE, mit dem Wirkstoff Alprostadil), das pharmazeutisch den Stäbchen zugerechnet wird, wird gelegentlich auch als „Minizäpfchen“ bezeichnet.

## Verabreichung
Allgemein werden Rektalzäpfchen am besten nach dem Stuhlgang in den After eingeführt. Zur Verbesserung der Gleitfähigkeit können die Suppositorien in der Hand erwärmt oder kurz in warmes Wasser getaucht werden.
Es gibt unterschiedliche Meinungen, ob das Suppositorium mit der spitzen oder der stumpfen Seite voran in den After eingeführt werden soll. Allgemein wird in den Packungsbeilagen meistens das Einführen mit dem spitzen Ende voraus beschrieben. Die medizinische Literatur empfiehlt jedoch vielfach, es mit dem stumpfen Ende voran einzuführen. Begründet wird dies damit, dass sich die Rektalschleimhaut so besser an die Spitze anlegen kann und das Zäpfchen auf diese Art leichter in den Enddarm hineingleitet. Eine Studie an Erwachsenen und Kindern ergab, dass mit der stumpfen Seite voran eingeführte Zäpfchen auch seltener wieder aus dem Rektum herausgedrückt werden. Außerdem soll bei Kleinkindern und Säuglingen ein leichtes Zusammendrücken der Gesäßhälften ein Wiederherauspressen verhindern.

## Herstellung

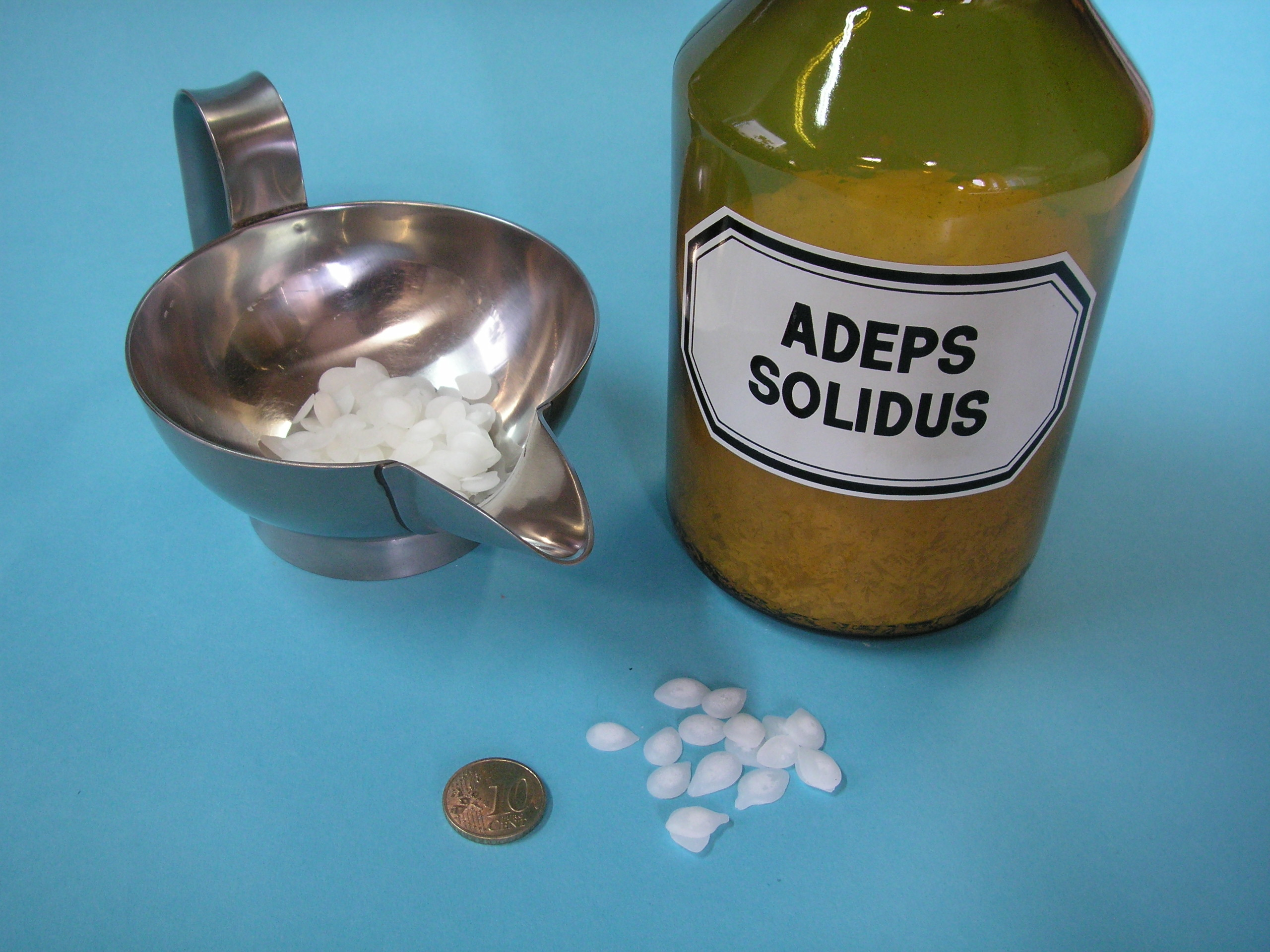
Hartfett (Adeps solidus) als Grundlage für Suppositorien

Neben der industriellen Herstellung sind Suppositorien eine der seit langem angewandten Arzneiformen, die in der Apotheke noch manuell und nach Vorgabe des Arztes für einen Patienten individuell hergestellt werden.

### Grundlagen
Man unterscheidet bei den Suppositorien zwischen wasserlöslichen und fetthaltigen Zubereitungen. Die gebräuchlichste Zäpfchenmasse (pharmazeutisch Massa suppositoriorum) für fetthaltige Zäpfchen ist Hartfett mit einem Schmelzbereich nahe der menschlichen Körpertemperatur, aus einem halbsynthetischen Gemisch von Mono-, Di- und Triglyceriden. Hartfett wird aus Palmkern- und Kokosfett durch Verseifung und anschließende Hydrierung ungesättigter Fettsäuren gewonnen. Der Hauptbestandteil ist die Laurinsäure, die durch Destillation des Fettsäuregemisches gewonnen wird. Nach erneuter Veresterung mit Glycerol erhält man Hartfette mit definierten Emulsions- und Schmelzeigenschaften. Je mehr freie OH-Gruppen eine bestimmte Sorte Hartfett hat, d. h. je höher ihre Hydroxylzahl, desto höher ist ihre Eigenschaft Wasser-in-Öl-Emulsionen zu bilden. Umgekehrt wird Hartfett spröder, je geringer seine Hydroxylzahl ist. Adeps solidus, wie die alte lateinische Fachbezeichnung lautet, wird durch das Fehlen ungesättigter Fettsäuren im Gegensatz zur früher verwendeten Kakaobutter wesentlich langsamer ranzig.
Anders als fetthaltige Suppositorien sollen wasserlösliche Zäpfchen nicht bei Körpertemperatur schmelzen, sondern sich in dem am Applikationsort vorhandenen Wasser auflösen und den Wirkstoff freigeben. Problematisch ist die recht geringe Menge an Flüssigkeit, die sich zum Beispiel im Rektum befindet, in der sich das Suppositorium lösen soll. Jedoch können bei diesen so genannten „Tropenzäpfchen“ Ausgangsstoffe mit einem höheren Schmelzpunkt als der Körpertemperatur verwendet werden, was sie für den Einsatz in wärmeren Klimazonen interessant macht.
Mischungen von verschiedenen Polyethylenglykolen mit einem Schmelzbereich zwischen ca. 55 und 60 °C werden für rektal anzuwendende Zäpfchen verwendet. Für Vaginalzäpfchen wird meist eine Mischung aus Gelatine und Glycerol verwendet, welche jedoch ohne Zusatz von Konservierungsstoffen anfällig für Mikroorganismen ist.

### Herstellungsverfahren

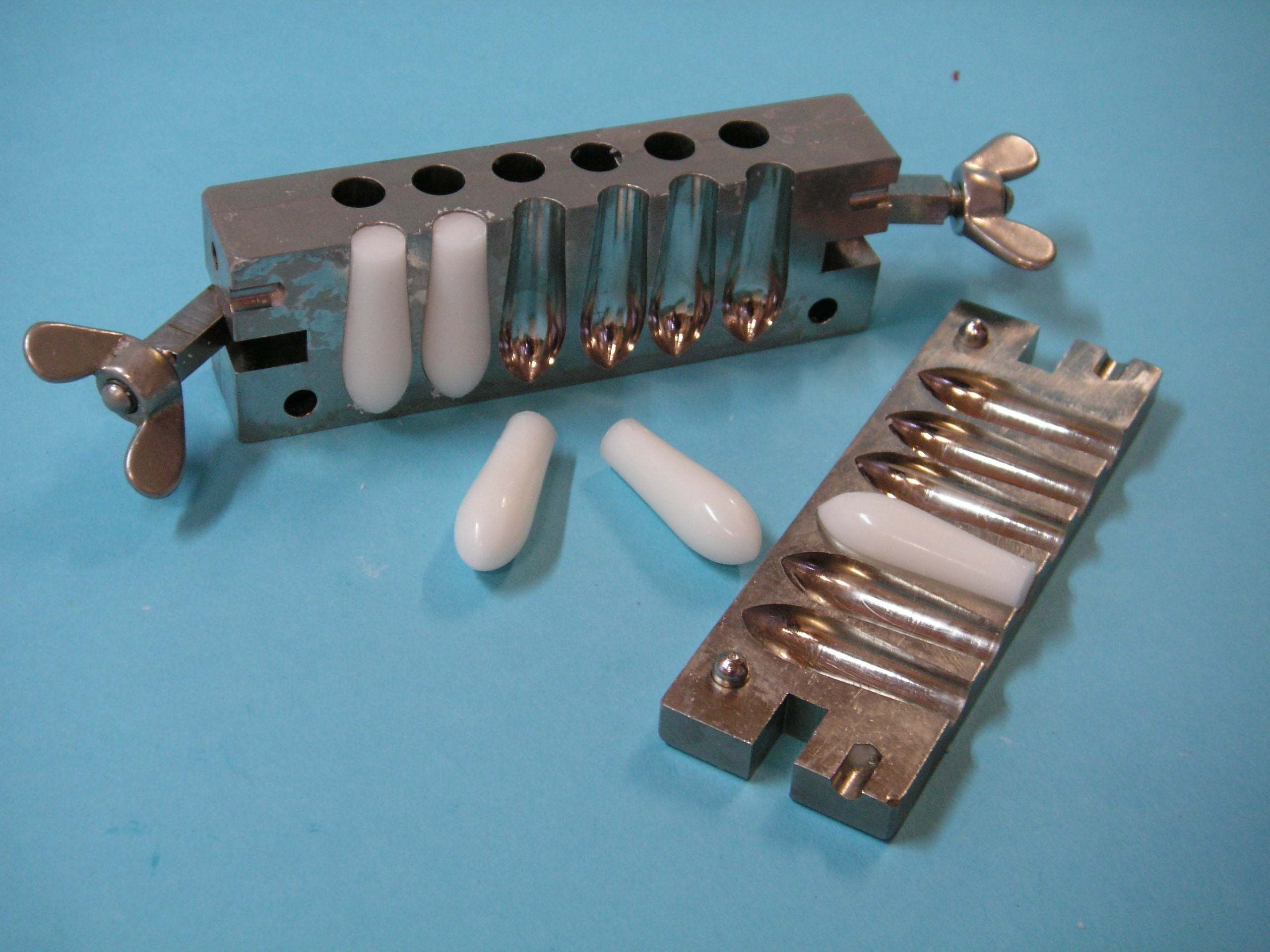
Metallgießform zur Herstellung von Suppositorien

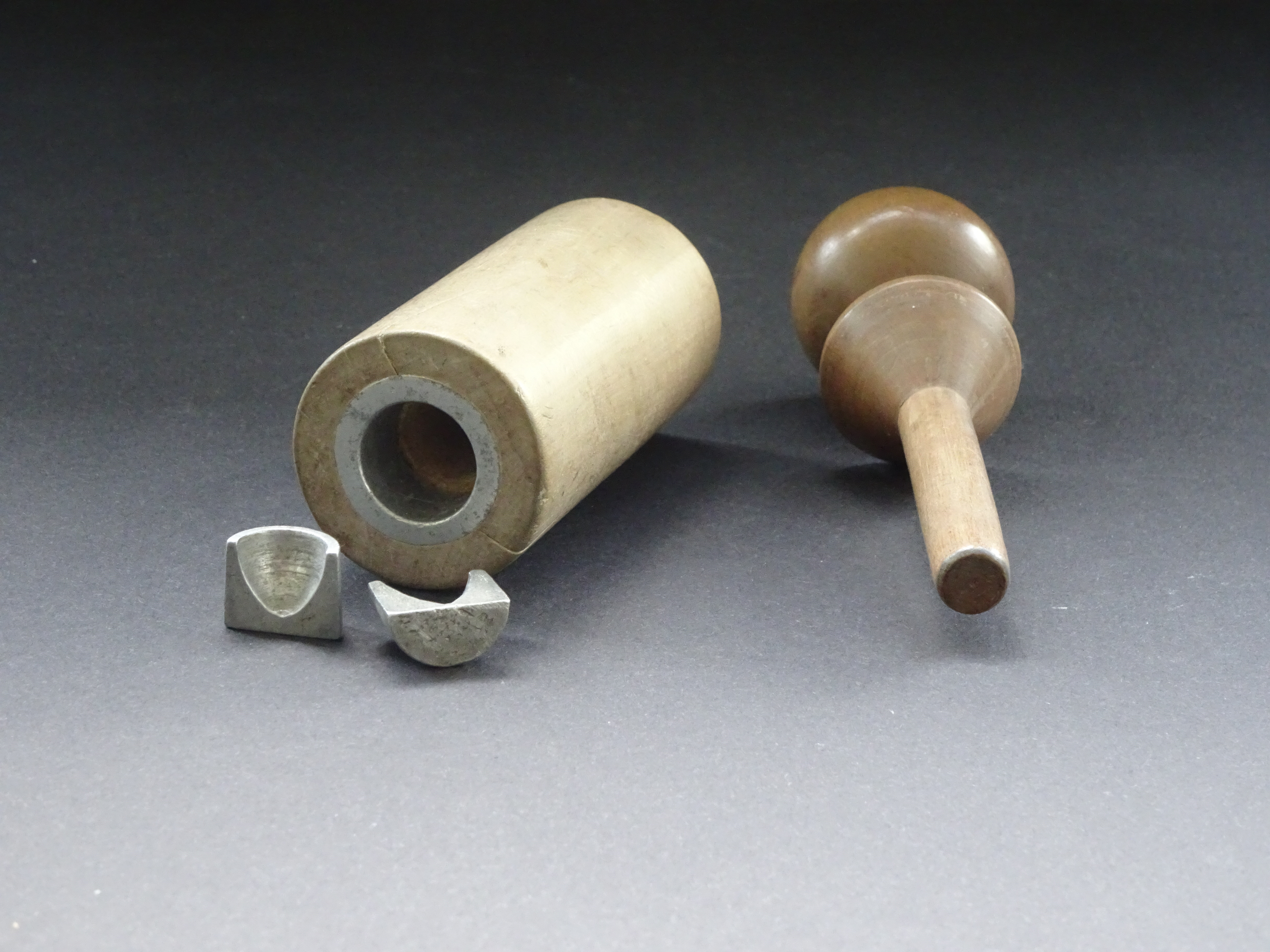
Werkzeugform zum Preßverfahren (zerlegt)

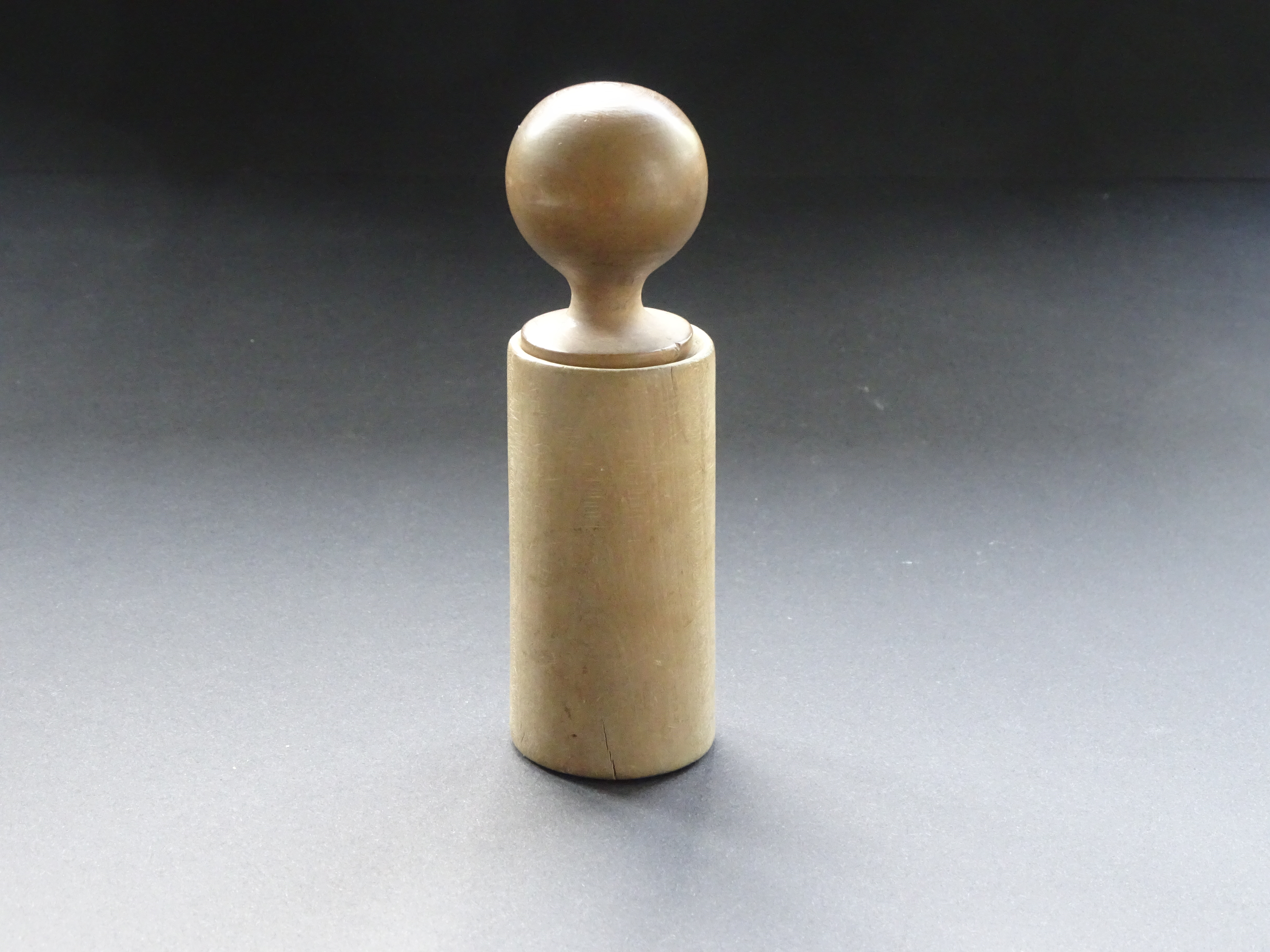
Werkzeugform zum Preßverfahren (zusammengesetzt)

Suppositorien werden vorwiegend im Gießverfahren hergestellt, bei dem Wirkstoffe und Hartfett gemeinsam aufgeschmolzen und anschließend in eine metallische Gießform gegeben werden. Seltener wird auch ein Pressverfahren verwendet. Bei der Schmelze handelt es sich je nach verwendeten Stoffen um eine Suspension, Emulsion oder Lösung.
Bei der als rezeptur- oder defekturmäßigen Herstellung in der Apotheke gibt es zwei Verfahren, die notwendige Masse an Suppositoriengrundlage zu bestimmen, um die entsprechende Anzahl an Zäpfchen mit der verordneten Menge an Arzneistoff zu erhalten. Durch Ausgießen der Suppositorienform erhält man den Kalibrierwert der Form, also die mittlere Masse eines Zäpfchens der verwendeten Grundlage. Suppositorien für Erwachsene wiegen in etwa zwei Gramm, Zäpfchen für Kinder etwa ein Gramm und Vaginalovula ungefähr drei Gramm.
Beim Münzel-Verfahren wird der Arzneistoff mit etwas weniger als der für alle Zäpfchen benötigten Menge an Suppositoriengrundlage aufgeschmolzen und in die Gussform gegeben. Anschließend wird die Form mit reiner Grundlage vollständig aufgefüllt. Die so erhaltenen Zäpfchen werden erneut eingeschmolzen, um den Arzneistoff homogen zu verteilen, und erneut in die Form gefüllt.
Bei der Verdrängungsfaktormethode wird berücksichtigt, wie viel Volumen der verwendete Arzneistoff an Grundlage verdrängt. Diese Verdrängungsfaktoren sind für viele Stoffe tabelliert und können auch experimentell bestimmt werden. Die benötigte Menge an Grundlage berechnet sich aus Masse und Anzahl an Suppositorien sowie aus der Menge an Arzneistoff und dessen Verdrängungsfaktor.
Beim Pressverfahren werden geraspelte Grundmasse und Arzneistoff vermischt und in einer Spezialpresse in Zäpfchen- oder auch Stäbchenform gepresst. Dieses Verfahren ist sowohl für hartfetthaltige Zubereitungen als auch für Grundlagen auf Basis von Polyethylenglykolen geeignet.
Um bei Suppositorien einen Schmelzbereich von 33 bis 36 °C, also etwas unterhalb der Körpertemperatur zu gewährleisten, muss die Schmelzpunkterniedrigung eines Arzneistoffes durch die geeignete Auswahl eines Typs Hartfett mit entsprechend niedrigerem oder höherem Schmelzbereich ausgeglichen werden. Bei einem zu niedrigen Schmelzbereich wäre das Zäpfchen nicht formstabil genug, bei einem zu hohen Schmelzbereich würde es bei Körpertemperatur keinen Wirkstoff freisetzen.